# Seconde bataille de Kernstown
Guerre de Sécession
Batailles
- Monocacy
- Fort Stevens
- Heaton's Crossroads
- Cool Spring
- Rutherford's Farm
- 2e Kernstown
- Folck's Mill
- Moorefield

La deuxième bataille de Kernstown s'est déroulée le 24 juillet 1864, à Kernstown, en Virginie, à l'extérieur de Winchester, en Virginie, dans le cadre de la campagne de la vallée de 1864 lors de la guerre de Sécession. L'armée de la Vallée confédérée, sous les ordres du lieutenant général Jubal A. Early obtient une défaite cuisante contre l'armée de Virginie-Occidentale de l'Union, sous les ordres du brigadier général George Crook et la repousse de la vallée de la Shenandoah derrière le fleuve Potomac dans le Maryland. Par conséquent, Early est en mesure de lancer le dernier grand raid confédéré sur le territoire du nord, en attaquant le chemin de fer de Baltimore et de l'Ohio dans le Maryland et en Virginie-Occidentale et d'incendier Chambersburg, en Pennsylvanie, en représailles de l'incendie de certaines maisons civiles et fermes, plus tôt dans la campagne.

## Contexte
Le 19 juillet, à la suite de l'échec des attaques de l'Union contre ses flancs, le général Early décide de se retirer de sa position précaire à Berryville une position plus sûre près de Strasburg. Lors de l'évacuation des hôpitaux militaires et des dépôts de stockage à Winchester, les forces de l'Union sous les ordres du brigadier général William W. Averell remporte une des rares victoires contre les forces confédérées commandées par le major général Stephen D. Ramseur à la bataille de Rutherford's Farm. La mauvaise performance confédérée lors de la bataille, ainsi qu'une série de petits combats de cavalerie au sud de Winchester, le lendemain, mène les commandants de l'Union  George Crook et Horatio G. Wright à conclure que les confédérés mènent simplement un combat d'arrière-garde et qu'Early quitte la vallée et se dirige vers Richmond pour renforcer l'armée de Virginie du Nord.
Avec la menace contre Washington, D.C., apparemment terminée, Wright retire le VIe corps et le XIXe corps de la vallée, les revoyant aider Ulysses S. Grant pour le siège de Petersburg, Virginie, le 20 juillet, ne laissant que l'armée de Virginie-Occidentale, forte de trois divisions, dans la vallée. Les deux jours suivants sont relativement calmes avec les deux armées se reposant dans leurs camps, à près de 24 kilomètres (15 miles) les uns des autres. Le 23 juillet, la cavalerie confédérée attaque la ligne de piquets avancée de l'Union à Kernstown, conduisant à une forte escarmouche de cavalerie. Early apprend le départ de Wright des prisonniers capturés lors de l'accrochage. Afin de continuer d'être utile à Lee dans la vallée, Early comprend qu'il doit attaquer la force réduite en face de lui pour s'assurer que la force de Grant à Petersburg ne soit pas renforcée.

## Forces en présence

### Union

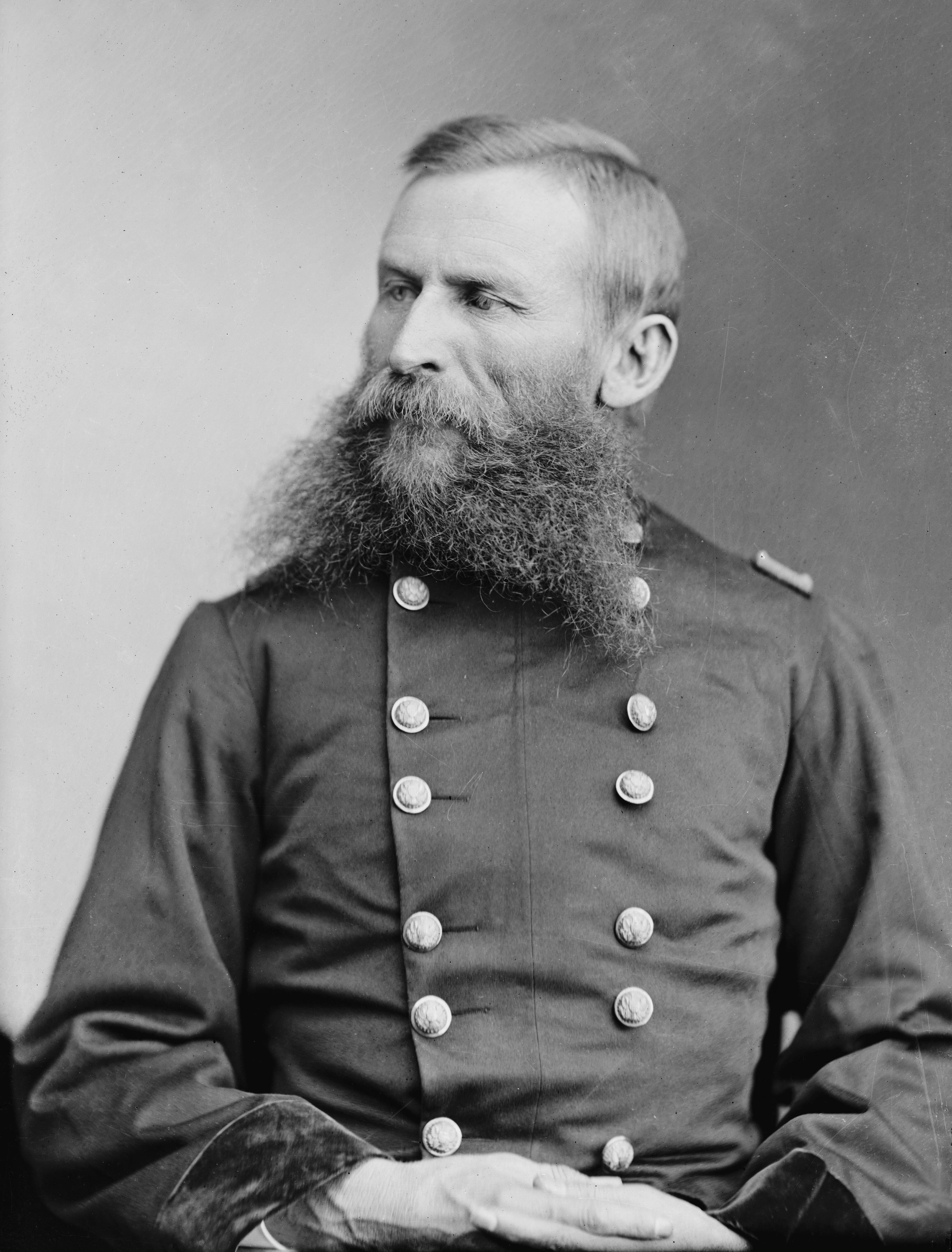
George Crook
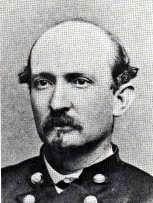
Isaac Harding Duval
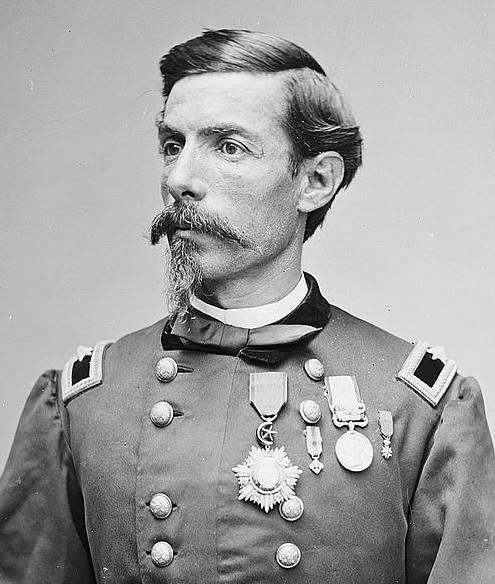
Alfred N. Duffié
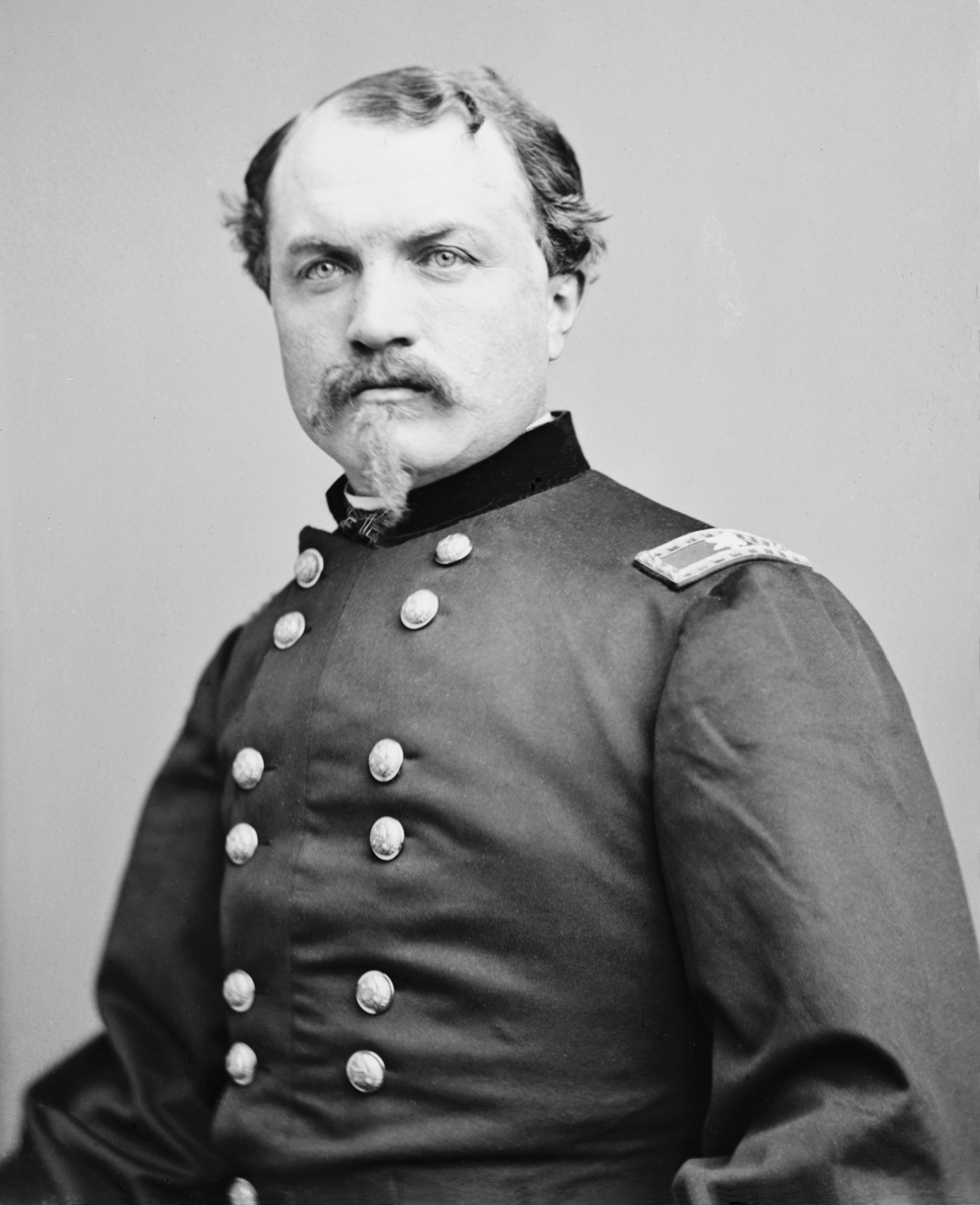
William W. Averell

- Brigadier général
George Crook
- Colonel
Isaac Harding Duval
- Brigadier général
Alfred N. Duffié
- Brigadier général
William W. Averell

### Confédération

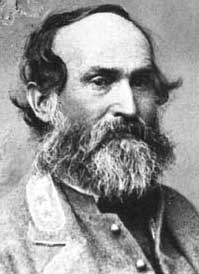
Jubal A. Early
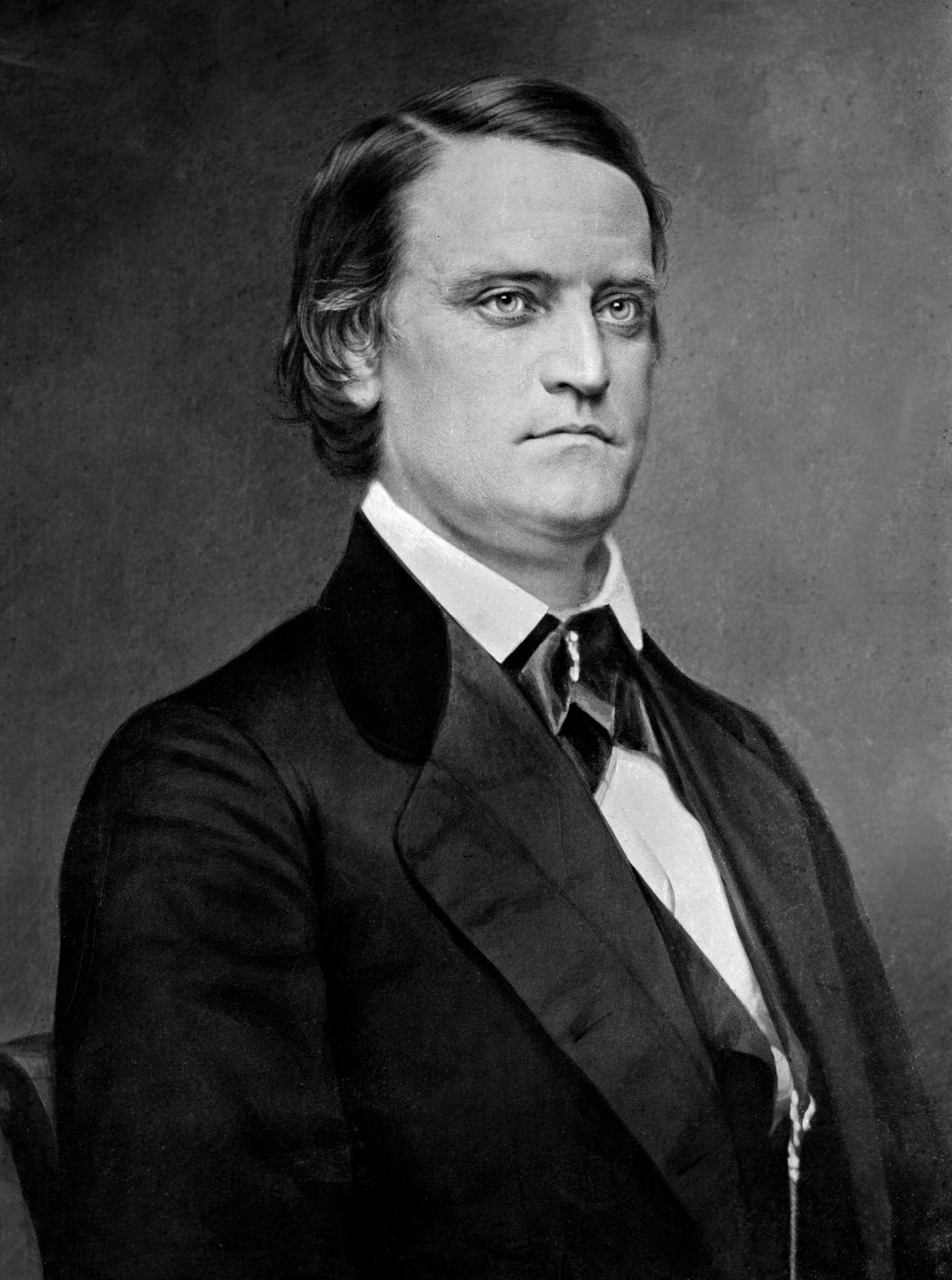
John Cabell Breckinridge
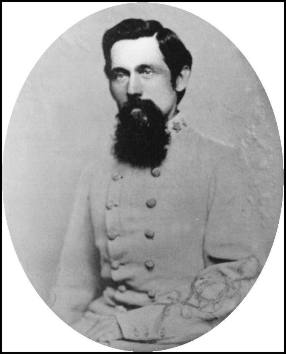
Gabriel Colvin Wharton
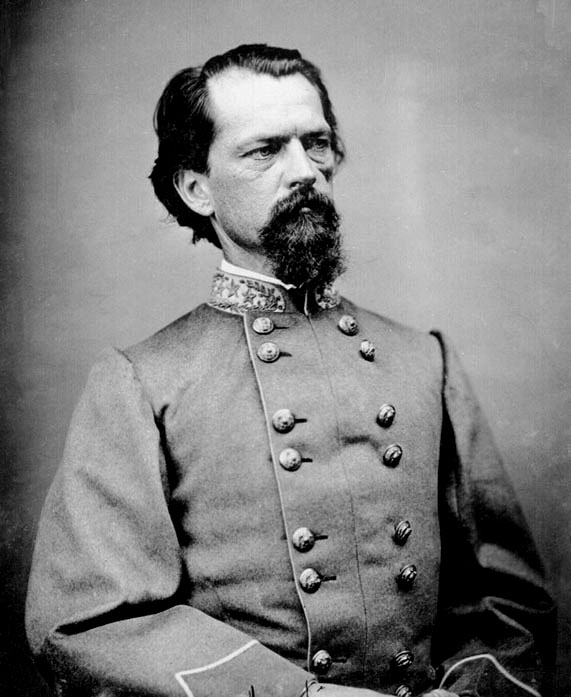
John B. Gordon
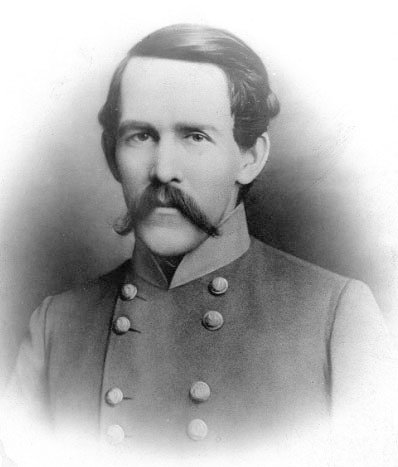
Robert E. Rodes
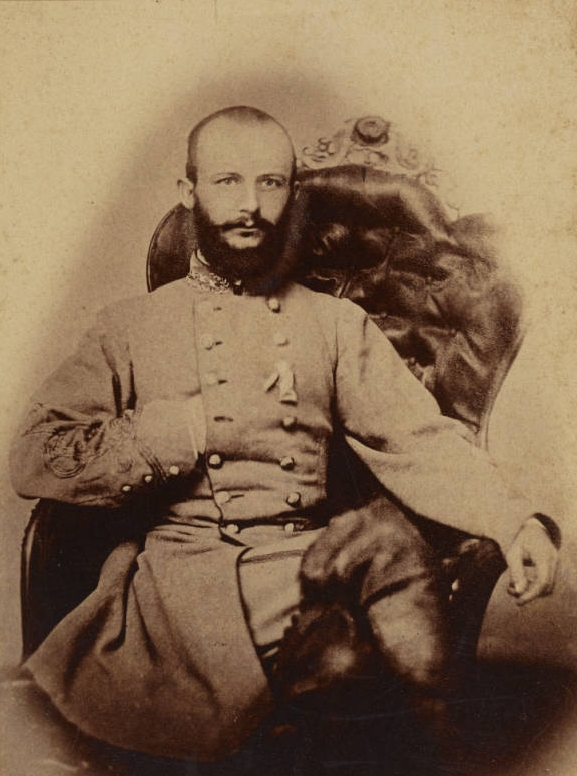
Stephen D. Ramseur
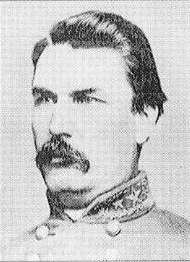
Armistead L. Long

- Lieutenant général
Jubal A. Early
- Major général
John Cabell Breckinridge
- Brigadier général
Gabriel Colvin Wharton
- Major général
John B. Gordon
- Major général
Robert E. Rodes
- Major général
Stephen D. Ramseur
- Brigadier général
Armistead L. Long

## Bataille

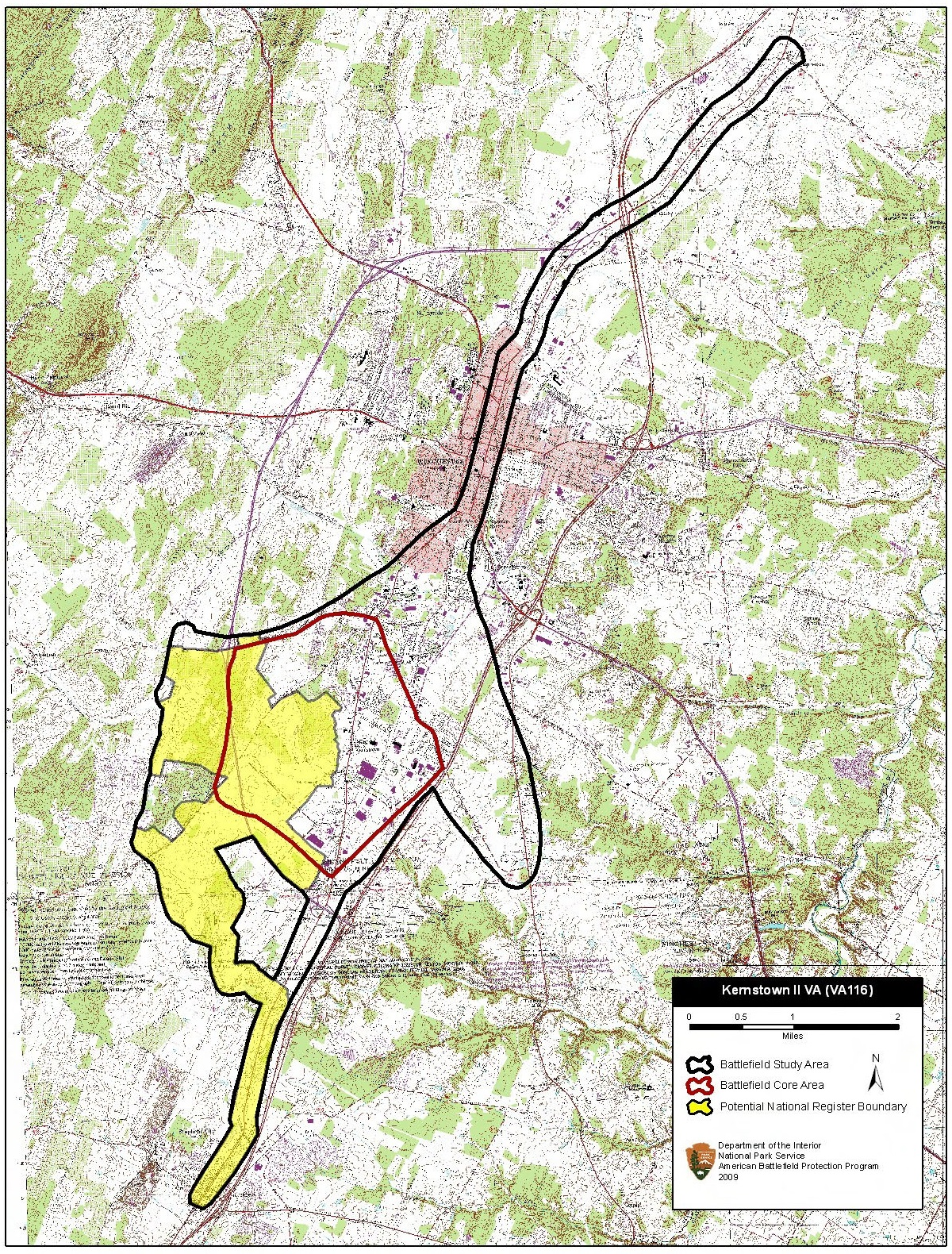
Carte du champ de bataille de Kernstown II et des zones d'étude par le programme de protection des champs de bataille américains.

Le matin du 24 juillet, Early met en marche son armée vers le nord contre Crook.La cavalerie confédérée rencontre son homologue de l'Union au sud de Kernstown le matin et une escarmouche importante éclate. Les courriers alertent Crook de l'attaque. Crook croit encore que l'infanterie d'Early a quitté la vallée et envoie seulement deux de ses divisions avec de la cavalerie en soutien pour répondre à l'attaque. Au début d'après-midi, l'infanterie des deux armées sont arrivées sur le terrain. La position confédérée s'étend bien de chaque côté de la route de la vallée au sud de Kernstown, ancrée sur chaque flanc sur un terrain élevé et protégée par la cavalerie. La division du John B. Gordon forme le centre confédéré le long de la route à péage de la vallée. La division de Ramseur forme sur sa gauche avec le flanc ancré sur le Sandy Ridge à l'ouest de Kernstown, projeté par la cavalerie du colonel William « Mudwall » Jackson. La division du brigadier général Gabriel C. Wharton commandée pat le major général John C. Breckinridge, forme la droite confédérée, avec son flanc projeté par la cavalerie du brigadier général John C. Vaughn. Early cache initialement son infanterie dans un bois, envoyant sa cavalerie et une ligne d'escarmouche de tirailleurs pour attirer les fédéraux dans la bataille, jouant ainsi de l'idée fausse de Crook selon laquelle l'infanterie confédérée a quitté la vallée.
La position de l'infanterie de l'Union reste groupée autour de  Valley Pike à Kernstown ancrée par la division du colonel James A. Mulligan sur Pritchard's Hill, l'une des clés du succès de l'Union lors de la première bataille de Kernstown en 1862. À sa droite, la division du colonel Joseph Thoburn est formée sur Sandy Ridge. À sa gauche, la brigade du futur président Rutherford B. Hayes est formée à l'est de la route à péage de la vallée. Crook envoie la cavalerie sous le commandement d'Averell tourner autour du flanc droit confédéré et le prendre à revers. Comme les tirailleurs des deux armées se rencontrent les uns les autres, la bataille commence. Il devient vite évident pour les commandants de division fédéraux qu'ils font face à une force conférée supérieure en nombre, et ils hésitent à attaquer et relaient l'information à Crook.
Crook s'impatiente rapidement des réticences de ses commandants divisionnaires pour attaquer la position confédérée, et se méfie de leur rapport sur la force confédérée. Il ordonne à Mulligan d'attaquer les confédérés avec la division de Thorburn. À 13 heures, l'infanterie de l'Union s'ébranle à contrecœur, abandonnant Pritchard's Hill. La division de Mulligan tient âprement Opequon Church où sa progression est stoppée par les hommes de Gordon. Comme la brigade de Hayes avance en soutien, Breckinridge met en marche la division de Wharton au nord-est dans un profond ravin qui est perpendiculaire à la route à péage de la vallée. Il tourne la division dans le ravin, qui cache son mouvement aux fédéraux sur la route à péage. Comme Hayes arrive à la route au-delà du ravin, Breckinridge ordonne une charge et les confédérés se lancent à l'assaut du flanc exposé de Hayes et renvoient sa division sous le choc en retraite, faisant de nombreux blessés.
Thoburn est censé soutenir le flanc droit de Mulligan lors de l'attaque, mais en raison de la topographie du champ de bataille, il est séparé de Mulligan et ne participe qu'à peu d'action au cours de la bataille. Les confédérés de Gordon exploitent le trou dans la ligne de l'Union sur la droite de Mulligan et quand la division de Hayes cède, Mulligan se retrouve pris entre deux divisions confédérées. Mulligan ordonne immédiatement la retraite, et est mortellement blessé alors qu'il tente de rallier ses troupes et d'éviter une déroute complète lors de la retraite. L'infanterie confédérée presse les fédéraux en fuite tout du long de leur retour à travers Winchester et la cavalerie reste sur leurs talons en Virginie-Occidentale.
La cavalerie d'Averell tente de prendre de flanc les confédérés comme il en a reçu l'ordre, mais il se lance tête baissée dans la cavalerie de Vaughn sur le Front Royal Pike. Le choc de l'attaque inattendue de la cavalerie confédérée repousse précipitamment la cavalerie fédérale vers Martinsburg. Lorsque la cavalerie en fuite rencontre les trains de wagons et d'artillerie en retraite au nord de Winchester, cela propage la panique au sein de équipages fédéraux, poussant beaucoup d'entre eux à abandonner leurs cargaison, alors qu'ils se retrouvent pris dans la retraite. De nombreux wagons doivent être incendiés pour les empêcher de tomber dans les mains des confédérés. Alors que la nuit tombe, la cavalerie confédérée bat la campagne à la recherche des fédéraux qui ont perdu leurs unités en retraite. La plupart des fédéraux passent la nuit dehors sous la pluie, dispersés à travers la campagne, essayant d'échapper à la capture.

## Conséquences
La victoire marque l'apogée pour la Confédération, dans la vallée de 1864. L'armée brisée de Crook retraite vers le fleuve Potomac et traverse près de Williamsport, au Maryland, le 26 juillet. Avec la vallée de la Shenandoah dégagée des forces de l'Union, Early lance un raid dans le territoire du nord, le dernier réalisé avec une force confédérée importante pendant la guerre, incendiant Chambersburg, en Pennsylvanie, en représailles de l'incendie des maisons civiles et de fermes par David Hunter, plus tôt dans la campagne. Hunter avait aussi incendié l'institut militaire de Virginie à Lexington, mais les ordres d'Early à sa cavalerie sous les ordres de John McCausland ne mentionnent pas cela comme justification. Ils attaquent également les garnisons de l'Union protégeant le chemin de fer de Baltimore et de l'Ohio, près de Cumberland, Maryland. En conséquence de cette défaite et de l'incendie de Chambersburg par McCausland, le 30 juillet, Grant renvoie les VIe et XIXe corps dans la vallée et nomme le major général Philip Sheridan en tant que commandant des forces de l'Union, renversant la tournure des événements une fois pour toutes contre les confédérés dans la vallée.